# 丁国浩
丁国浩（1965年10月—），河南宝丰人，中华人民共和国政治人物。

## 生平
1965年10月，丁国浩出生在河南省宝丰县。1984年，丁国浩进入商丘农业学校农业推广专业学习。
1986年毕业后到宝丰县石桥镇人民政府工作，期间于1988年5月加入中国共产党。1990年10月，丁国浩调任李庄乡党委委员、秘书，两年后升任党委副书记，1995年12月兼任乡长。1998年1月，丁国浩调任观音堂乡（今属大营镇）党委书记，1998年11月兼任人大主席。2001年8月，丁国浩调任大营镇党委书记、人大主席。
2003年3月，丁国浩调任汝州市人民政府副市长，2006年5月转任中共汝州市市委常委、政法委书记，2009年8月转任秘书长。
2016年1月，丁国浩调任中共郏县县委副书记、郏县人民政府县长人选，次月正式出任县人民政府党组书记、县长兼县产业集聚区党工委书记，2018年11月升任县委书记。
2021年7月，丁国浩调任平顶山市发改委党组书记、主任。2022年2月，丁国浩出任平顶山市人民代表大会常务委员会副主任。

## 荣誉
- 2021年5月，中共河南省委、省人民政府表彰丁国浩“河南省脱贫攻坚先进个人”[3]

## 落马
2024年10月12日，丁国浩涉嫌严重违纪违法接受河南省纪委监委纪律审查和监察调查。